# Antonio de Leyva
 Antonio de Leyva, Duc de Terranova  (Leiva, 1480 - Ais de Provença, 1536), fou un militar castellà destacat a les guerres italianes.

## Biografia
Pertanyent a una família del regne de Navarra, va començar la seva carrera militar a les Alpujarras el 1502, derrotant els mudèjars, últims combatents del conquerit Regne de Granada.

### La Guerra de Nàpols de 1501 a 1504
Durant la guerra de Nàpols, el març de 1503 va arribar a Calàbria amb l'armada de Luís Portocarrero enviada des Cartagena en suport a Gonzalo Fernández de Còrdova que s'enfrontava a les forces franceses. A les ordres de Fernando de Andrade de les Mariñas, successor de Portocarrero a la seva mort, va combatre l'exèrcit francès de Bérault Stuart d'Aubigny, que va ser derrotat en la batalla de Seminara.

### La Guerra d'Itàlia de 1521 a 1526
En el transcurs de la Guerra d'Itàlia de 1521–26 va estar al Ducat de Milà i en la desafortunada campanya contra la Provença el 1524. Posteriorment fou governador de Pavia, ciutat que va ser assetjada pels exèrcits francesos de Francesc I entre octubre de 1524 i febrer de 1525 i durant el qual Leyva va donar temps a les forces imperials a reorganitzar-se i atacar i derrotar els francesos. El 1525 va succeir a Fernando de Ávalos, marqués de Pescara, com a general en cap dels exèrcits imperials al Ducat de Milà.
Posteriorment va lluitar contra els turcs davant Viena i al costat de l'Emperador a l'Àfrica, i en la guerra de la Lliga de Cognac va derrotar els francesos en la batalla de Landriano.

### Governador del Milanesat
El 1535 quan Francesc II Sforza, l'últim duc de Milà, va morir sense descendència, l'emperador Carles I va designar Leyva com a governador del Milanesat.
S'ha dit d'ell que va tenir una gran experiència militar, era valent, enèrgic, tan acostumat a manar com a obeir, amb molts recursos i capaç d'intentar-ho tot i patir-ho tot per sortir-ne bé de les seves empreses. Va morir de gota durant la campanya a Provença de l'any 1536, però va ser enterrat a l'ara destruïda església de Sant Dionigi.
Els seus descendents van viure a Milà, arribant a ser una de les més prominents famílies. Una de les seves descendents va ser la monja de Monza, Virginia Maria de Leyva.